# Donato Manfroi
Donato Manfroi (Cencenighe Agordino, 27 ottobre 1940 – Cencenighe Agordino, 27 ottobre 2022) è stato un politico italiano, senatore dal 1992 al 2001.

## Biografia
Funzionario Inps.
Nel 1975 ha fondato il coro Monte Pelsa di Cencenighe Agordino che ha diretto fino al 1993; ha inoltre composto alcuni brani di ispirazione popolare che fanno parte del repertorio di alcuni cori alpini italiani.
Nel 1992 è eletto al Senato in Veneto e aderisce al gruppo della Lega Nord. 
Nel 1993 fu il promotore, assieme ai senatori Antonio Serena (Lega Nord) e Luigi Biscardi (PD-Ulivo), dell'emendamento sull'abolizione del doppio stipendio per i parlamentari dipendenti dello Stato, poi approvato dal Parlamento nella legge finanziaria-Amato (Atti Parlamentari, Senato della Repubblica 1993).
Rieletto nel 1994, è presidente della Commissione parlamentare d'inchiesta sul fenomeno del cosiddetto "caporalato" dal 1995 al 1996.
Riconfermato a palazzo Madama nel 1996, ha ricoperto il ruolo di vice capogruppo della Lega Nord al Senato fino al 1998, quando passa al gruppo misto, formando con il senatore Antonio Serena la componente Liga Veneta Repubblica. Nel febbraio 2001 aderisce al gruppo di Democrazia Europea.